# Gerhard Heintze
Gerhard Johannes Wilhelm Theodor Heintze (* 14. November 1912 in Wehre; † 14. Dezember 2006 in Stuttgart) war ein deutscher lutherischer Theologe.

## Leben
Gerhard Heintze war ein Sohn von Karl Heintze (1878–1960), Pfarrer in Wehre. Er besuchte das Alte Gymnasium in Bremen. Er studierte evangelische Theologie, zuerst, von 1931 bis 1933, in Tübingen, dann, von 1933 bis 1935, in Göttingen. Er war Mitglied der Hochschulgruppe der Bekennenden Kirche. 1935 legte er das ersten theologischen Examen ab. 1935/1936 fügte er als Stipendiat des Deutschen Akademischen Austauschdienstes ein Studienjahr an einem methodistischen College in Manchester an. Am 15. Oktober 1938 wurde er ordiniert.
Von 1940 bis 1942 war er Studieninspektor in Loccum. Im Jahr 1942 übernahm er eine Pfarrstelle in Twielenfleth (Kreis Stade), welche er bis 1946 bekleidete. Von 1946 bis 1950 war er Missionsinspektor in Hermannsburg, ab 1950 Studiendirektor des Predigerseminars Erichsburg bei Northeim, das 1953 nach Hildesheim verlegt wurde.
1957 wurde er in Hildesheim zum Superintendenten gewählt, 1961 wurde er dann Landessuperintendent für den Sprengel Hildesheim. 1965 erfolgte dann die Wahl zum Landesbischof der Evangelisch-Lutherischen Landeskirche in Braunschweig. Dieses Amt hatte er bis zum Eintritt in den Ruhestand im Jahr 1982 inne. Von 1975 bis 1982 war er außerdem Catholica-Beauftragter der VELKD, von 1978 bis 1981 leitender Bischof der VELKD. 1977–1979 war er Vorsitzender der Arbeitsgemeinschaft Christlicher Kirchen in Deutschland (ACK) und Präsidiumsmitglied der Konferenz Europäischer Kirchen (KEK).